# Paenanthracotherium
Paenanthracotherium — рід антракотерій, що жив у Європі та Азії в олігоцені.

## Таксономія
Типовим видом роду є Paenanthracotherium bergeri. Види "Anthracotherium" hippoideum і "Brachyodus" strategus були повторно віднесені до цього роду на основі схожості з P. bergeri.

## Розповсюдження
Викопні рештки Paenanthracotherium відомі у Франції, Німеччині, Пакистані, Румунії та Швейцарії.